# Amzacea
Amzacea (in turco Amzaça) è un comune della Romania di 2 631 abitanti, ubicato nel distretto di Costanza, nella regione storica della Dobrugia.
Il comune è formato dall'unione di 3 villaggi: Amzacea, Casicea, General Scărișoreanu.